# (1973) Colocolo
(1973) Colocolo (1968 OA) – planetoida z grupy pasa głównego asteroid okrążająca Słońce w ciągu 5,68 lat w średniej odległości 3,18 j.a. Odkryta 18 lipca 1968 roku.